# Publius Iulius Lupus
Publius Iulius Lupus war ein römischer Senator und Stiefvater des Kaisers Antoninus Pius.
Lupus war der zweite Gatte der Mutter des Antoninus Pius, Arria Fadilla, mit der er die Tochter Iulia Fadilla hatte. Er stammte wegen der Verwandtschaft zu Antoninus Pius und eines in Nemausus bezeugten Lucius Iulius Lupus wahrscheinlich aus der Gallia Narbonensis. Nach der Historia Augusta war Lupus Konsul (Iulius Lupus consularis).